# Кузили (Алнашский район)
Кузили — деревня в Алнашском районе Удмуртии, входит в Удмурт-Тоймобашское сельское поселение. Находится в 10 км к северо-западу от села Алнаши и в 85 км к юго-западу от Ижевска.

## История
На 1 января 1939 года деревня находилась в Вознесенском сельсовете Алнашского района. В 1954 году Вознесенский сельсовет упразднён и деревня перечислена в Удмурт-Тоймобашский сельсовет.
Постановлением Госсовета УР от 26 октября 2004 года выселок Кузили Удмурт-Тоймобашского сельсовета был преобразован в деревню Кузили. 16 ноября 2004 года Удмурт-Тоймобашский сельсовет был преобразован в муниципальное образование «Удмурт-Тоймобашское» и наделён статусом сельского поселения.